# Chmielew (powiat sokołowski)
Chmielew – wieś w Polsce położona w województwie mazowieckim, w powiecie sokołowskim, w gminie Sokołów Podlaski. Ma status sołectwa.
| SIMC    | Nazwa             | Rodzaj    |
| ------- | ----------------- | --------- |
| 0688692 | Wielkopole-Pieńki | część wsi |

W latach 1975–1998 miejscowość należała administracyjnie do województwa siedleckiego.
Urodził się tu Czesław Pieniak  – podoficer Wojska Polskiego, oficer Polskich Sił Zbrojnych i Armii Krajowej, porucznik łączności służby stałej, cichociemny.
Wierni kościoła rzymskokatolickiego należą do parafii św. Jana Chrzciciela w Czerwonce Grochowskiej